# البركة (وادي الحجارة)
البركة هي قرية تابعة لبلدية سيغوثة في مقاطعة وادي الحجارة في إسبانيا . بلغ عدد سكانها 17 نسمة وفقًا لتعداد المعهد الوطني للإحصاء لعام 2011. تبرز كنيسةٌ أبرشية الذكريات الرومانية مع أن الأصل يبدو من القرون الوسطى.